# Menzel Chaker
Pour les articles homonymes, voir Menzel (homonymie) et Chaker.
Menzel Chaker (arabe : منزل شاكر) est une ville tunisienne située à une quarantaine de kilomètres à l'ouest de Sfax.
Rattachée administrativement au gouvernorat de Sfax, elle constitue une municipalité comptant 2 278 habitants en 2014 ; elle est aussi le chef-lieu d'une délégation.
Il s'agit d'un bourg agricole inséré dans la grande oliveraie de la région de Sfax et situé à proximité de la sebkha Bou Jemel.
La ville compte une école primaire, deux collèges et un lycée secondaire, de même qu'une maison de la culture, un poste de la garde routière, le siège de la municipalité, une poste et un centre de la direction agricole et vétérinaire.

## Économie
Menzel Chaker présente un grand potentiel économique au vu de son emplacement stratégique, au centre de la route reliant Sfax et Sidi Bouzid, de la présence d'une importante main d'œuvre qualifiée et de sa proximité avec l'important pôle économique de Sfax, situé à une quarantaine de kilomètres.
La ville accueille une usine textile, qui emploie un nombre important de femmes, et une autre de peinture (ALLEGRO).
La région compte de très grands domaines qui couvrent plus de 500 000 hectares et qui sont répartis essentiellement sur les domaines de Bou Zwita et Salama ; il existe diverses huileries distribuées sur tout le territoire.